# Anton Raadik
Anton Raadik est un boxeur estonien né le 15 janvier 1917 à Raikküla et mort le 13 mars 1999 à Chicago. 

## Carrière sportive
Sa carrière de boxeur amateur est principalement marquée par un titre de  champion d'Europe des poids moyens remporté à Dublin en 1939. Passé professionnel en 1943, il ne remporte aucun titre en 9 années de carrière. 